# Oost-IJslandstroom
De Oost-IJslandstroom (EIC) is een koude zeestroom in de Noordelijke IJszee die in zuidoostelijke richting stroomt door de IJslandzee richting de noordkust van IJsland loopt. 
Vanaf de Straat Fram tussen Groenland en Spitsbergen loopt langs de oostkust van Groenland de Oost-Groenlandstroom in zuidelijke richting om via de Straat Denemarken naar de Atlantische Oceaan te stromen. Ten noorden van IJsland, ongeveer ten oosten van het Groenlandse Geikieplateau, takt van de Oost-Groenlandstroom een zeestroom af richting het zuidoosten, de Oost-IJslandstroom.
Het stroomt oostwaarts langs de IJsland-Faeröerrug voordat het naar het noorden draait en uitmondt in de Noorse Zee. De Oost-IJslandstroom stroomt met een gemiddelde snelheid van 6 centimeter per seconde, met een maximale snelheid van 10 centimeter per seconde wanneer de stroom naar het oosten draait.
Voor de kust van IJsland botst de koude Oost-IJslandstroom op de warme Noord-IJslandse Irmingerstroom (NICC).
De zeestroom stroomt door de mariene ecoregio Noordelijk en Oostelijk IJsland en de mariene ecoregio Oostelijk Groenlands Plat.

## Het front tussen IJsland en de Faeröer
Terwijl de stroming langs de oostelijke rand van IJsland naar het zuiden beweegt, komt de minimaal dichte Oost-IJslandstroom in contact met dicht, noordwaarts bewegend Atlantisch water. Wanneer ze met elkaar botsen, verhinderen hun verschillende dichtheden dat ze zich vermengen, dus bewegen ze zich oostwaarts langs de IJsland-Faeröerrug die beide eilandmassa's met elkaar verbindt. De rug verhindert verdere vermenging van de watermassa's, omdat deze zich op het laagste punt binnen 500 meter van het oppervlak bevindt, waardoor het IJsland-Faeröerfront ontstaat. Uit een ondergronds profiel blijkt dat het front vrijwel direct op de rug ligt en geen grote afstanden aflegt. De rug is behoorlijk grillig en onregelmatig, waardoor de stroming kleine uitsteeksels heeft die de bathymetrie van de zeebodem in het Atlantische water volgen. Deze extrusies zijn het meest expressief binnen 100 meter van het oppervlak, maar kunnen tot op 400 meter worden opgespoord. Zodra de Oost-IJslandstroom zich naar het noorden begint te bewegen, zal het front aan de westelijke rand ervan blijven, waardoor wordt verzekerd dat er geen vermenging van de Arctische en Atlantische wateren plaatsvindt. Het front kan zich oostwaarts en westwaarts verplaatsen, afhankelijk van de hoeveelheid water die de Oost-IJslandstroom op dat moment bevat.

## IJsvorming
IJsvorming in de Oost-IJslandstroom is sterk afhankelijk van het zoutgehalte van het water dat erin stroomt. Het water dat naar het zuiden stroomt is zoet en erg koud (doorgaans 1 °C - 3 °C), terwijl het noordwaarts stromende water uit de Atlantische Oceaan warmer (4 °C - 11 °C) en zouter is. Er zal zich alleen ijs vormen in de bovenste lagen van de Oost-IJslandstroom als het zoutgehalte maximaal 34,7 psu bedraagt. Hierdoor is het water niet erg dicht en zal het gemakkelijker bevriezen. Als het zoutgehalte hoger is dan 34,8 psu, zal het water te dicht zijn om te bevriezen.